# Industrielle Informationstechnologie
Industrielle Informationstechnologie (engl. Industrial Information Technology, kurz: Industrial IT bzw. IIT) bezeichnet eine Struktur-Ebene im Aufbau von industriellen Netzwerken, die als Bindeglied zwischen den Automatisierungsnetzwerken in der Industrie und der zugehörigen Office-Ebene fungiert.
Sie hilft dabei, Datenströme im Austausch zwischen verschiedenen Netzwerken gezielt zu steuern, zu überwachen und Automatisierungsnetzwerke zu entlasten, um die Wahrscheinlichkeit der rechtzeitigen Ankunft zeitkritischer Telegramme zwischen Maschinen/Anlagen und deren Steuerung zu erhöhen.

## Ausgangspunkt und Notwendigkeit
Noch zu Zeiten klassischer Feldbusse wie PROFIBUS, CAN, oder AS-Interface (ASi) in den 1990er Jahren waren Automatisierungsnetzwerke nach außen hin weitgehend isolierte Einheiten. Für die maximal 255 Bytes, die beispielsweise ein PROFIBUS-Telegramm umfasst, war die zur Verfügung stehende Datenübertragungsrate von maximal 12 Mbit/s im PROFIBUS völlig ausreichend.

Entwicklung der Datenübertragungsgeschwindigkeiten in industriellen Netzwerken

Seit Anfang der 2000er Jahre setzten sich dennoch auch in der Industrie-Automation mehr und mehr ethernetbasierte Kommunikationsarchitekturen (z. B. PROFINET) durch. Schätzungen zufolge erreichten sie im Jahr 2017 erstmals höhere Marktanteile als Feldbusse. Neben höheren Datenübertragungsraten bis in den Gigabit-Bereich und flexibleren Topologien bieten sie den zentralen Vorteil, verschiedene Protokolle über dasselbe Netzwerk zu übertragen; etwa PROFINET und TCP/IP.
Obwohl bei Industrial Ethernet gleichzeitig gesendet und empfangen werden kann, steht pro Senderichtung nur ein Kanal zur Verfügung. Vergleicht man die Datenübertragung mit einer Straße, gibt es für jede Senderichtung jeweils nur eine Spur und es kann nicht überholt werden. Der Datenaustausch zwischen Steuerung und Feldgeräten muss jedoch zyklisch und deterministisch erfolgen. Das bedeutet, dass die Daten immer zu einem fest definierten Zeitpunkt ankommen müssen. Belasten nun zu viele azyklische Telegramme wie TCP/IP die Übertragungswege, besteht die Gefahr eines „Telegramm-Staus“ bzw. einer verspäteten Übertragung. Schlimmstenfalls kommt es zum Ausfall der Steuerung und letztlich der Maschine/Anlage.
Mit Blick auf Industrie 4.0 gewinnt diese Thematik rasant an Relevanz für den Alltag zahlreicher Industrie-Unternehmen, da das Datenaufkommen in Automatisierungsnetzen kontinuierlich zunimmt. Ein wesentlicher Grund dafür ist der vermehrte Einsatz von Sensoren, die Daten durch das Maschinen-/Anlagennetzwerk zu einer Speicher- bzw. Auswerteeinheit weiterleiten. Die „Straße“ für die Datenübertragung wird also immer voller, obwohl sie dafür nicht ausgelegt ist.
Als Reaktion darauf zeigt sich in der Praxis, dass bestehende Systeme aufgrund wachsender Anforderungen „nachgerüstet“ werden müssen. Es entstehen also aus der Notwendigkeit heraus ungeplante Topologien, sodass eine vergleichsweise unkoordinierte Erweiterung der Maschinen-/Anlagennetzwerke erfolgt und Infrastrukturkomponenten unter dem Blickwinkel des neuen Gesamtnetzwerkes mitunter nicht optimal ausgewählt wurden. Es bedarf also fest geplanter Strukturen, die den steigenden Anteil azyklischen Datenverkehrs berücksichtigen bzw. ausreichend Reserven bieten und trotzdem in Bezug auf die Kosten und den Administrationsaufwand erschwinglich bleiben.

## Strukturkonzept
Eine mögliche strukturelle Lösung ist die Einführung einer Zwischenebene dort, wo Netzwerke der Informationstechnik (IT) auf die der Automatisierung (Operational Technology/OT) treffen – die Industrial IT (IIT).

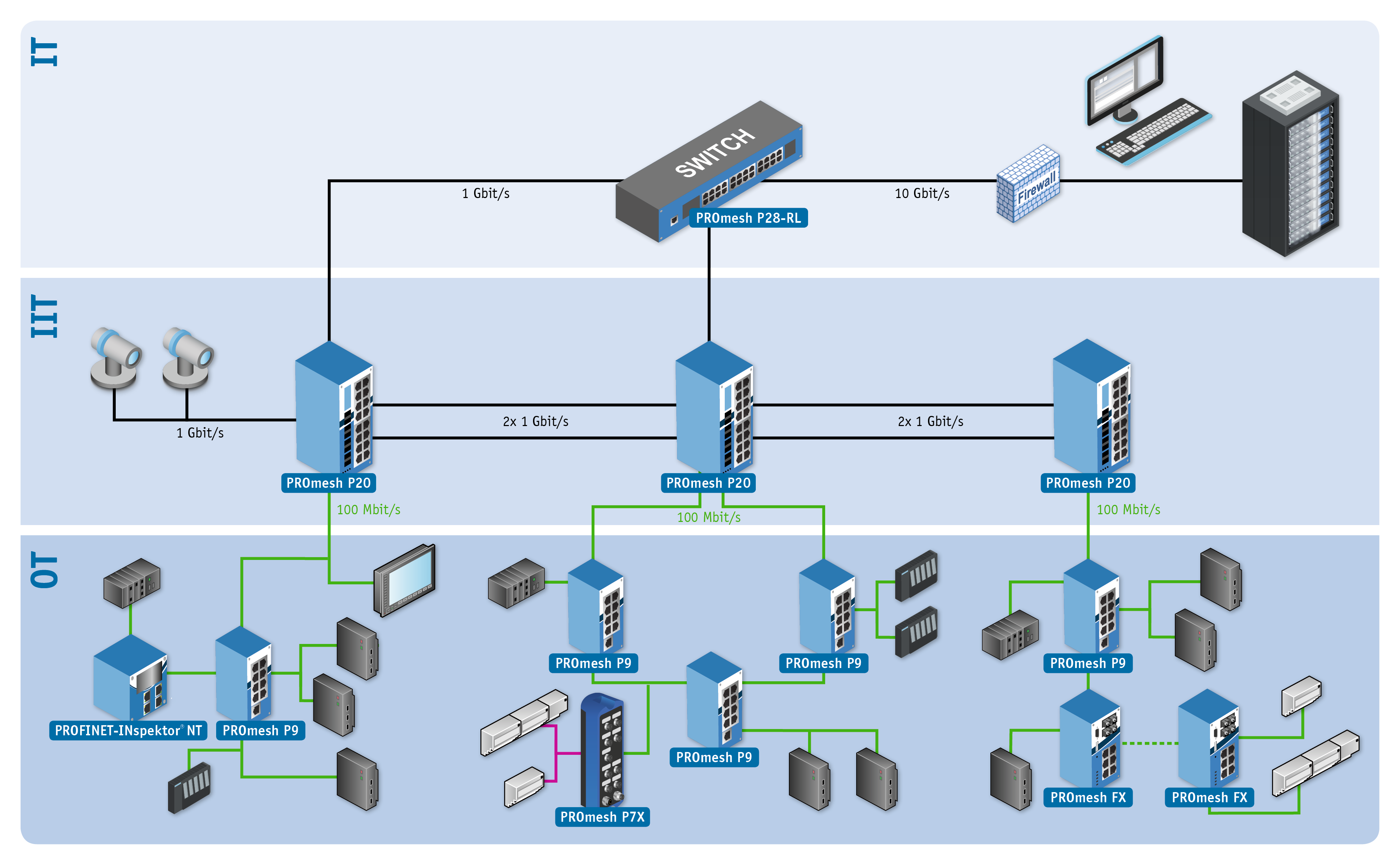
Beispielhafte Strukturierung nach dem IIT-Konzept mit Switch-Beispielen und den in der jeweiligen Ebene gängigen Datenraten.

Die Aufgabenverteilung ist dabei wie folgt:
Information Technology (IT):         .
Die IT umfasst die Steuerung, Verarbeitung, Speicherung und Sicherung von Daten einschließlich der dafür verwendeten Hard- und Software und bildet somit einen Oberbegriff für alle mit der elektronischen Datenverarbeitung in Berührung stehenden Prozesse im Unternehmen. Das IT-Management thematisiert die Steuerung der IT-Prozesse in einem weiteren Sinne, um die Abläufe im Unternehmen zu garantieren und Ziele zu erreichen.
Operational Technology (OT):
Als Operational Technology (OT) bezeichnet man Hardware und Software, die zur Steuerung und Regelung Überwachung und Kontrolle von Maschinen, Anlagen und Prozessen benötigt werden. In der Vergangenheit wurden operative Technologien lediglich als Industriesteueranlagentechnik gesehen, welche in geschlossenen Systemen mit proprietären Protokollen kommunizieren.
Mit dem Einzug von ethernetbasierender Kommunikation in den OT-Bereich entwickelt sich eine IT- /OT-Konvergenz, welche eine neue Herausforderung darstellt.
Industrial Information Technology (IIT):
Sie fungiert als Bindeglied zwischen IT- und OT-Bereich. Mit ihrer Hilfe werden Daten aus dem OT-Bereich gewonnen und in die IT transportiert, die nicht im direkten Zusammenhang mit der Maschinen- und Anlagensteuerung stehen, aber für die Prozesskontrolle und Optimierung von entscheidender Bedeutung sind, z. B. Qualitätsüberwachung/Auswertung, Logistik, Materialfluss.
Das Strukturkonzept sieht vor, den azyklischen Datenverkehr von Anwendungen (Applikationen) wie Druckern, Überwachungskameras, Energiemanagement, ERP-Programmen oder Qualitätssicherungssystemen in die IIT-Ebene zu verlagern. Im OT-Netzwerk läuft dann nur noch der für die Automatisierungsprozesse notwendige zyklische Datenverkehr ab.

## Switches als wesentliche Infrastrukturkomponente – Einstufung und Auswahl
Mit steigender Vernetzung und wachsendem Datenaufkommen erhöhen sich auch die Anforderungen an die Infrastrukturkomponenten. In ethernetbasierten Netzwerken, die die Grundlage für eine durchgängige Vernetzung nach der Vision Industrie 4.0 darstellen, sind das vor allem die Switches. Ihre ursprüngliche Aufgabe und damit die Minimal-Anforderung ist die Verteilung eingehender Telegramme an den passenden Empfänger. Deshalb müssen sie für eine höhere Netzauslastung infolge wachsenden Datenaufkommens gewappnet sein. Beispielsweise werden PROFINET-Switches von der Nutzerorganisation Profibus & Profinet International (PI) nach sogenannten Netzlastklassen (Netload classes) zertifiziert – je nachdem, welcher Dauerlast sie ohne Funktionseinschränkungen standhalten.
Mit Blick auf die vorgeschlagene Struktur der Unterteilung in IT, IIT und OT lassen sich Switches nach dem Vorbild aus der IT je nach vorgesehenem, zusätzlichen Aufgabenumfang wie folgt einordnen:
| Ebene | Layer                       | Merkmale/Funktion                                         |
| IT    | Core Layer Switches         | Hohe Datenübertragungsraten, hochredundante Weiterleitung |
| IIT   | Distribution Layer Switches | Routing, Filterung, QoS-Richtlinien                       |
| OT    | Access Layer Switches       | Verbindung von Endgeräten und Servern                     |

Quelle: Eigene Darstellung nach Wikipedia.de
Während unmanaged Switches lediglich Daten verteilen, stellen managed Switches zusätzlich wertvolle Informationen zur Netzwerkdiagnose bereit – zum Beispiel Portstatistiken. Diese geben beispielsweise über die portbezogene Netzlast, fehlerhafte oder verworfene Telegramme (Discards) Auskunft. High Performance-Switches neuester Generation verfügen über weitere Onboard-Diagnose-Funktionen, die für den Einsatz im rauen Produktionsumfeld wesentlich sind: etwa eine Überwachung der Ableitströme auf den Schirmen der angeschlossenen Datenleitungen. Ebenso sind Switches mit integrierter Routingfunktionalität am Markt verfügbar, die unterschiedliche Netzwerke verbinden.

## Kritische Diskussion des IIT-Konzepts
Vorteile:
- Bedarfsgerechte Infrastruktur statt Überdimensionierung: Das OT-Netz wird von „sperrigem“ Datenverkehr (z. B. TCP/IP-Telegrammen) entlastet. Dadurch sinkt die Wahrscheinlichkeit, dass zeitkritische Telegramme nicht ankommen. Außerdem steigen die Anforderungen an die Leistungsfähigkeit der Infrastruktur nicht so rasant an, sodass die Kosten dafür überschaubar bleiben. Nur im IIT-Bereich werden hochperformante, gigabitfähige Infrastrukturkomponenten benötigt.

- Erhalt von struktureller Flexibilität: Durch die zentrale Anbindung an die IIT-Infrastruktur lassen sich Umbauten an OT-Netzen und Erweiterungen leichter vornehmen und in vorhandene Systeme integrieren. Würden die verschiedenen OT-Netze direkt an die IT angebunden, müsste in jedem Einzelfall erst die Kompatibilität sichergestellt werden.

- Durchgängiges Konzept mit zentraler Wartung: Statt mehrerer, nebeneinander existierender OT-Netze, die alle separat überwacht werden müssen, führt die IIT diese zentral zusammen und ermöglicht so deren skalierbare Überwachung von einem einzigen Punkt aus. Die IT kann bei Bedarf zielgerichtet auf diese Daten zugreifen, ohne unnötig aktiven Datenverkehr in den OT-Netzen zu verursachen.

- Souveränität bleibt beim Betreiber und Infrastruktur einheitlich: Ohne festgeschriebene technische Lieferspezifikation (Lastenheft) obliegt dem jeweiligen Maschinenbauer die Wahl der Switches und der Struktur des Maschinennetzes. Mit Einführung der IIT-Ebene, die als permanent verbaute Infrastruktur bis ins Hallennetz des Betreiber-Unternehmens reicht, behält dieses die Oberhand über seine kritische Infrastruktur für Produktion, Logistik etc. – auch bei unterschiedlichen Lieferanten.

- Bessere Trennung von Verantwortlichkeiten: Die meisten heutigen Instandhalter besitzen zwar umfangreiche Kenntnisse in den Bereichen Mechanik oder Elektrik, jedoch nicht im Umgang mit immer komplexer werdenden Netzwerken. Da für entsprechende Schulungen oft die Zeit und das Geld fehlen, wird dieser Bereich meist eher stiefmütterlich behandelt und es wird nur reagiert. Deshalb gilt es, feste Verantwortliche für die Administration der IIT- und OT-Netze einzusetzen, die entsprechend geschult werden bzw. über die dafür nötigen Kenntnisse verfügen.

- Besitzen die eingesetzten Switches in der IIT-Ebene eine integrierte Routing-Funktionalität, entfällt die Notwendigkeit eines separaten Gerätes – die ohnehin benötigte Switch-Funktionalität kann hier mit der Aufgabe des Routers netzwerkspezifisch kombiniert werden.

Nachteil:
Kompetenzgerangel: Sobald etwas „Netzwerk“ heißt, wird es in vielen Unternehmen automatisch dem Aufgabenbereich der IT zugeordnet. Zwar bestehen in diesem Bereich umfangreiche Erfahrungswerte im Aufbau und der Struktur von Netzwerken, dem Umgang mit Switches als Datenkreuzungen und der Datenverarbeitung. Jedoch gehören Themen wie Buszykluszeiten, Echtzeit-Kommunikation und Maschinensteuerung nicht zur informationstechnischen Ausbildung. In der IIT-Ebene müssen die Belange der beiden „Welten“ IT und OT zusammengeführt werden. Beispielsweise hat in der IT die Ankunft der Daten zu einem bestimmten Zeitpunkt eher nachgelagerter Priorität (es bestehen keine harten Anforderungen an Jitter, Fehltelegramme sind nicht so kritisch). Hier sind die Integrität und Verbindungssicherheit in Bezug auf die Datenkommunikation das höchste Gut. Auf der OT-Ebene hingegen bestehen vermehrt Forderungen nach Echtzeit-Datenkommunikation und schon wenige Millisekunden Verzögerungen können hier zu ernsthaften Qualitätseinbußen im Produktionsprozess führen.
Abschließend bleibt festzuhalten, dass die IIT kein Allheilmittel ist und sich nicht als starre Schablone über jedes OT-Netz und dessen Anbindung an ein IT-Netz legen lässt. Wie sinnvoll ihre Einführung ist, muss im Einzelfall in Abhängigkeit von der Anzahl und Ausdehnung der OT-Netzwerke, der gewünschten Funktionalität sowie der zur Verfügung stehenden Mittel für den Aufbau einer solchen Ebene überprüft werden.